# Vincent Namatjira
 Vincent Namatjira (* 14. Juni 1983 in Alice Springs, Australien) ist ein australischer Maler und Künstler des Stammes der Arrernte. Er ist ein Urenkel des Aquarellkünstlers Albert Namatjira.
2019 gewann Vincent Namatjira den Ramsay Art Prize, der in Australien jährlich an Künstler unter 40 Jahren vergeben wird. Nach mehrmaliger Nominierung gewann Namatjira 2020 als erster Aborigine den renommierten australischen Archibald Prize, der jährlich für herausragende Porträtmalerei vergeben wird. 2025 ist Vincent Namatjira erneut unter den Finalisten für den Preis.
2022 gewann Vincent Namatjira als einer von 10 Künstlern den bedeutenden Preis der Sidney Myer Creative Fellowship. Sie beinhaltet eine steuerfreie Zuwendung von 160.000 australischen Dollars über den Zeitraum von zwei Jahren für die Gestaltung neuer Werke.
Im Juni 2025 wird Vincent Namatjira zu einer dreimonatigen Recherchereise nach Paris aufbrechen. Während seiner Zeit dort wird er untersuchen, wie Aborigines im historischen Kontext in französischen Sammlungen dargestellt wurden, und welche Stereotype sich bis heute erhalten haben. Möglich gemacht wurde diese Recherchereise durch eine Zusammenarbeit des Parramatta Powerhouse (einem neu geplanten Museum, das 2025 eröffnet werden soll) und der Cité Internationale des Arts Paris. Namatjira erfreut: „Being based in Paris for the galang residency will provide an opportunity for me to connect with local artists, curators, and institutions, building relationships across countries and cultures and broadening the reach of my practice on an international scale.“ (in Deutsch: „Der Galang-Aufenthalt in Paris bietet mir die Möglichkeit, mit lokalen Künstlern, Kuratoren und Institutionen in Kontakt zu treten, länder- und kulturübergreifende Beziehungen aufzubauen und die Reichweite meiner Praxis auf internationaler Ebene zu erweitern.“)

## Leben
Vincent Namatjira wurde 1983 in Alice Springs geboren und lebte mit seiner Familie in Hermannsburg. Als er sechs Jahre alt war, starb seine Mutter bei einem Autounfall. Seine Schwester und er wurden danach 3000 Kilometer entfernt in Pflegefamilien in Perth untergebracht. Namatjira beschreibt diese Zeit seines Lebens als sehr verstörend: „After my mother’s funeral, they just came and just took me. … Hard life growing up by strangers and strangers all around me. And going to that place I’ve never been before in my life.“ (deutsch „Nach der Beerdigung meiner Mutter kamen sie einfach und nahmen mich mit. … Ein hartes Leben, aufzuwachsen bei Fremden und Unbekannten um mich herum. Und an diesen Ort zu gehen, an dem ich noch nie in meinem Leben gewesen war.“)
Nachdem er die Schule beendet hatte, zog er wieder zurück in die Gegend seiner Herkunft und erneuerte die Verbindung mit seinem Familienverband. Für Aborigines ist die Verbindung mit dem Land und die Verbindung mit ihren Ahnen ein zentrales Element ihres Gesellschaftsgefüges. Dadurch, dass Vincent lange Jahre bei Pflegefamilien weit entfernt von seinem Stamm hatte leben müssen, hatte er all dies verloren: „When I finished high school I came back to Hermannsburg. I spent time reconnecting with my extended family, I had to relearn my language, I wasn’t sure what to do with myself, where I belonged, who I was.“ (deutsch: „Als ich mit der Schule fertig war, kam ich zurück nach Hermannsburg. Ich verbrachte Zeit damit, mich wieder mit meiner Großfamilie zu verbinden, ich musste meine Sprache neu lernen, ich war nicht sicher, was ich mit mir anfangen sollte, wo ich hingehörte, wer ich war.“) Angeregt durch seine Familie – seine Tante war eine bedeutende Kunsthandwerkerin und auch Vincents Ehefrau und sein Schwiegervater sind künstlerisch tätig – begann Vincent Namatjira 2011 mit dem Malen von traditionellen Dot-Paintings (Punktemalerei). Seit 2013 malt er gegenständlich. Namatjira lebt heute mit seiner Familie in Indulkana, im Verwaltungsgebiet von Anangu Pitjantjatjara Yankunytjatjara in Südaustralien. Er arbeitet in dem Kunstzentrum von Iwantja Arts, das von Mitgliedern der indigenen Gemeinschaft geleitet wird.
Die Wirtschaftszeitung The Australian Financial Review kürte Vincent Namatjira im September 2024 zur Nummer eins der zehn in Australien kulturell einflussreichsten Personen in diesem Jahr, da die Debatte um Gina Rineharts Porträt und ihrer Forderung, es aus einer Ausstellung zu entfernen, zu intensiven Diskussionen über die Freiheit der Kunst führte.

## Werke (Auswahl)

### Albert’s Story (2014)
Wesentlicher Grund für Vincent Namatjiras Hinwendung zur modernen gegenständlichen Malerei war die Erkenntnis, dass er mit dem in Australien sehr berühmten indigenen Maler Albert Namatjira verwandt ist: „I started sketching to see if I could draw. Got out my pencils and started sketching to see if it was in my blood. It’s there alright.“ (deutsch: „Ich begann zu zeichnen, um zu sehen, ob ich überhaupt malen konnte. Ich holte meine Stifte heraus und begann zu skizzieren, um zu sehen, ob es in meinem Blut war. Es ist da, ganz klar.“)
Vincent Namatjiras Urgroßvater Albert Namatjira war der erste Aborigine, der im modernen, westlichen Stil malte. Seine Aquarelle zeigen Landschaftsbilder Australiens, mit denen er Berühmtheit erlangte. 1953 erhielt er von der Queen die Queens Coronation Medal und traf die Königin im Jahr 1954 in Canberra. Obwohl er berühmt war, konnte er kein Haus erwerben, da dies Aborigines verwehrt war. Da er viele Mitglieder seines Familienverbandes finanziell unterstützte, lebte er in ärmlichen Verhältnissen. Erst 1957 wurden ihm als erstem Aborigine die bürgerlichen Rechte zuerkannt. Zu diesen Rechten gehörte auch, dass er Alkohol erwerben durfte, allerdings war es ihm verboten, ihn mit anderen Aborigines zu teilen. 1958 wurde er wegen dieser vermeintlichen Übertretung des Gesetzes angeklagt und verurteilt. Er verbrachte zwei Monate im Gefängnis. Ein Jahr später starb er mit 57 Jahren an einem Herzinfarkt.
Vincent Namatjira gestaltete in einer Serie von 13 Bildern Momente aus dem Leben seines Urgroßvaters. Das Gemälde Albert Namatjira Receiving Coronation Medal by Her Majesty zeigt die Queen, wie sie ihm die Medaille überreicht. Ein anderes Gemälde Albert Namatjira Convicted of Selling Alcohol, Long Finger of the Law zeigt zwei weiße Polizisten, wie sie Albert verhaften und abführen, weil er angeblich Alkohol an Aborigines weitergegeben hatte. Alle Bilder wurden nach der Ausstellung von dem Museum Queensland Art Gallery angekauft und können auch online besichtigt werden. Mit der Bilderreihe um Albert's Story vergewissert sich Vincent Namatjira seiner persönlichen Familiengeschichte und nimmt damit zugleich engagiert Stellung zu den massiven Ungerechtigkeiten, denen Aborigines ausgesetzt waren und noch immer sind. Bruce McLean, Kurator des Museums erklärt: „Reconnecting with his history, it's had a massive impact on Vincent and has given his art a real impetus and a real importance and poignancy.“ (deutsch: „Die Beschäftigung mit seiner Geschichte hatte einen massiven Einfluss auf Vincent und hat seiner Kunst einen echten Impetus und eine echte Bedeutung und Eindringlichkeit verliehen.“)

### Porträts internationaler Persönlichkeiten (2016)
Bekannt wurde Vincent Namatjira vor allem durch seine humorvollen Porträts internationaler Politiker und mächtiger Personen. Oft dienen ihm Fotos als Vorlage für die Bilder. Er arbeitet mit leuchtenden Acrylfarben und übertreibt die Physiognomie seiner zentralen Figuren bis ins Groteske, so dass sie beinah wie Cartoons wirken. Diese Leichtigkeit des Ausdrucks zusammen mit den bunten Farben der Bilder bringt die Betrachter insgeheim zum Schmunzeln über die mächtigen politischen Führer: „This comedic ambiguity has been key to Namatjira’s powerful impact on the Australian art scene.“ (deutsch: „Diese witzige Hintergründigkeit ist der Schlüssel für Namatjiras starken Einfluss auf die australische Kunstszene.“)
Wiederholt hat Vincent Namatjira die Queen Elisabeth und James Cook porträtiert. In dem Gemälde Captain Cook with the Queen and Me (2017) steht Vincent Namatjira zwischen James Cook links und der Queen rechts. Indem er sich in derselben Zeitebene wie die Queen und James Cook darstellt, hebt er die Zeit quasi auf: „Vincent’s pictures often possess a magic-realist quality in which time bends and the dead haunt the living.“ (deutsch: „Vincents Bilder besitzen oft eine magisch-realistische Qualität, in der sich die Zeit biegt und die Toten die Lebenden heimsuchen.“) Malend vergewissert sich Vincent Namatjira der Geschichte nicht nur seines Stammes, sondern des Landes Australien und der Folgen der Kolonialisierung.
2016 fertigte er Gemälde von allen sieben bisherigen Premierministern von Australien, deren Amtszeit er miterlebt hatte. Für die Ausstellung stellte er ein begleitendes Video her, in dem seine Porträts animiert wurden. Ihre Münder klappten auf und zu, und man hörte Original-Äußerungen der Minister zu dem Thema Aborigines: „By including these audio samples, Namatjira also foregrounds his own Aboriginal identity and makes it a central aspect of these caricatures. When read in conjunction with the video, these paintings no longer purport to be faithful representations, but rather a specific view of Australia’s leaders and wealthiest citizens as seen through the eyes of an Aboriginal artist.“ (deutsch: „Durch die Einbeziehung dieser Hörproben stellt Namatjira auch seine eigene Aborigine-Identität in den Vordergrund und macht sie zu einem zentralen Aspekt dieser Karikaturen. Wenn man sie in Verbindung mit dem Video liest, geben diese Bilder nicht mehr vor, getreue Darstellungen zu sein, sondern vielmehr eine spezifische Sicht auf Australiens Führer und wohlhabendste Bürger, gesehen durch die Augen eines Aborigine-Künstlers.“) Namatjira malte auch u. a Donald Trump oder Wladimir Putin. Wiederholt porträtierte er auch Mitglieder des britischen Königshauses, zuletzt in seiner Bildkomposition The Royal Tour (2020).

### Legends and The Richest (2018)
Für seine Serie über berühmte Aborigines malte Namatjira u. a Porträts von Künstlern wie Archie Roach (Sänger), Eddie Mabo (politischer Aktivist für die Aborigines) und Gordon Benett (Sänger). Vincent Namatjira betont: “I’ll keep using my practice as a platform to make sure there’s a remote Indigenous voice as part of the conversation – that’s really important to me”. (deutsch: „Ich werde meine Arbeit weiterhin als Plattform nutzen, um sicherzustellen, dass aus der Ferne  eine indigene Stimme Teil des Gesprächs ist – das ist mir wirklich wichtig.“)
Für The Richest porträtierte er die sieben reichsten Australier, u. a Blair Parry-Okeden, Gina Rinehart und Harry Triguboff. Namatjira nutzt in seiner Malerei die humorvolle Verfremdung der Personen, um im Porträt die Macht dieser Figuren zu brechen und sie lächerlich oder zumindest komisch wirken zu lassen. „'The paintbrush is a weapon', he says, meaning that if it’s wielded with intent it can have an impact.“ (deutsch: „'Der Pinsel ist eine Waffe', sagt er und meint damit, dass er, wenn er bewusst eingesetzt wird, eine große Wirkung haben kann.“) Im Mai 2024 forderte Gina Rinehart, Australiens reichste Person, die National Gallery of Australia in Canberra auf, ihr Porträt, „ein wenig schmeichelhaftes Werk“, aus einer Ausstellung zu entfernen. Das Museum lehnte ab. Vincent Namatjira nahm wie folgt Stellung zu der Forderung: „People don't have to like my paintings, but I hope they take the time to look and think, 'why has this Aboriginal bloke painted these powerful people? What is he trying to say?'. I paint people who are wealthy, powerful, or significant – people who have had an influence on this country, and on me personally, whether directly or indirectly, whether for good or for bad. Some people might not like it, other people might find it funny, but I hope people look beneath the surface and see the serious side too.“ (deutsch: „Die Leute müssen meine Bilder nicht mögen, aber ich hoffe, dass sie sich die Zeit nehmen, sie anzuschauen und sich fragen: 'Warum hat dieser Aborigine-Typ diese mächtigen Menschen gemalt? Was will er damit sagen?'. Ich male Menschen, die wohlhabend, mächtig oder bedeutend sind – Menschen, die einen Einfluss auf dieses Land und auf mich persönlich hatten, ob direkt oder indirekt, ob zum Guten oder zum Schlechten. Manchen Leuten mag das nicht gefallen, andere finden es vielleicht lustig, aber ich hoffe, dass die Leute unter die Oberfläche schauen und auch die ernste Seite sehen.“)
Die Australian Broadcasting Corporation berichtete, dass Gina Rinehart viele Sportvereinigungen in Australien sponsert, so über ein Viertel des australischen olympischen Teams von 2024. Als die erste australische Aborigine, die für Netball Australia spielte, protestierte Donnell Wallam gegen das Emblem von Rineharts Firma, welches die Sportler als Gegenleistung auf ihrem Sport-Outfit tragen mussten. Hierauf zog Rinehart ihre Unterstützung für das Team in Höhe von 15 Millionen australischen Dollar zurück, wonach das Team finanziell vor dem Aus stand. Hintergrund des Protests von Wallam war, dass 1984 der Vater von Rinehart, Lang Hancock, öffentlich anregte, dass gemischt-rassige (englisch Half-cast) Aborigines kastriert werden sollten, damit sie sich selbst ausrotten. In Australien war es bis zum Jahr 1970 erlaubt, half-cast Kinder ihren Eltern wegzunehmen und sie in „besseren“ Familien unterzubringen, wo sie zu Dienern erzogen werden sollten (Stolen Generation).

### Porträt von Adam Goodes (Archibald-Prize 2020)
Das Porträt, für das Vincent Namatjira 2020 der Archibald-Kunstpreis zuerkannt wurde, trägt den Titel Stand Strong for who you are und zeigt Vincent und den berühmten australischen, indigenen Fußballer Adam Goodes beim Händeschütteln, in der anderen Hand hält Namatjira die Flagge der Aborigines. Oben links und in der Mitte sind kleinere Zeichnungen von Goodes. Eines zeigt ihn, als er anlässlich eines von ihm erzielten Tores eine Art Kriegstanz der Aborigines aufführte und dabei einen imaginären Speer in das Publikum warf. Die zweite Zeichnung zeigt Goodes, wie er sein Hemd hochhebt, um auf seine Hautfarbe und Herkunft aufmerksam zu machen als Protest gegen rassistische Beleidigungen durch das Publikum, eine Geste, die 1993 zuerst von dem ebenfalls indigenen australischen Fußballer Nicky Winmar demonstriert wurde.
Adam Goodes ist ein berühmter ehemaliger Spieler der Sydney Swans, eines Vereins der Australischen Fußball-Liga. Mit ihm als Spieler erzielte der Club zwei Mal die Meisterschaft. Goodes selbst gewann zwei Mal (2003 und 2006) die Brownlow Medal, die von den Schiedsrichtern für die besten und fairsten Fußballer vergeben wird. 2014 gewann er die Wahl zum Australian of the Year. Dieser Preis ist kein Publikumspreis, sondern wird vom Premierminister verliehen. Die Kriterien für die Vergabe sind: „Significant contribution to the Australian community and nation, An inspirational role model for the Australian community, Demonstrated excellence in their field“. (deutsch: „Ein bedeutender Beitrag für die australische Gemeinschaft und Nation, ein inspirierendes Vorbild für die australische Gemeinschaft, nachgewiesene Exzellenz auf ihrem Gebiet.“)
Goodes ist ein Aborigine vom Stamm der Adnyamathanha und setzt sich seit Jahren für die Rechte der indigenen Bevölkerung ein. Wegen des Umgangs mit den Aborigines sagte Goodes damals, dass er sich schäme, ein Australier zu sein. In der Folge kam es bei den Spielen zu gravierenden rassistischen Beleidigungen seitens der Zuschauer, die darin gipfelten, er solle zurück in den Zoo gehen, aus dem er gekommen sei, und dass er ein Affe sei. Die Beleidigungen wurden so schlimm, dass Goodes 2015 sich zunächst freistellen ließ und am Ende der Saison seine Laufbahn beendete. 2019 wurden zwei Dokumentationen über Goodes und seine Erfahrungen mit Rassismus gedreht, The Final Quarter und The Australian Dream.
Vincent Namatjira sah eine dieser Dokumentationen und beschloss, den Fußballer zu porträtieren: „When I saw the documentary... my guts were churning as I relived Adam's experiences of relentless racism on and off the field. Memories of my own experiences were stirred up“. (deutsch: „Als ich den Dokumentarfilm sah, überschlugen sich meine Gedanken, als ich Adams Erfahrungen mit dem unerbittlichen Rassismus auf und neben dem Spielfeld nacherlebte. Erinnerungen an meine eigenen Erfahrungen wurden aufgewühlt.“)

### Wandgemälde im Foyer des Museums of Contemporary Art Sydney (2021)
Das Gemälde hat eine Länge von 15 Metern und ist das bisher größte Gemälde Namatjiras. Das Projekt gehört zu einer Reihe des Museums, bei der Künstler eingeladen werden, das Foyer malerisch zu gestalten. Vincent Namatjiras Gemälde besteht aus Porträts bedeutsamer Aborigines wie Adam Goodes, Eddie Mabo, Lionel Rose, Albert Namatjira und seines Schwiegervaters, Kunmanara (Jimmy) Pompey, der auch Maler war. Dabei geht es Vincent Namatjira nicht darum, einfach nur Helden der Aborigines darzustellen, sondern es kommt ihm vor allem darauf an deutlich zu machen, dass alle unter dem noch immer alltäglichen Rassismus in Australien gegenüber den Aborigines gelitten haben und somit auch Teile seiner Lebensgeschichte verkörpern.
Er selbst steht in dem Porträt auf dem alten Pickup seines Urgroßvaters und hält eine Flagge der Aborigines in der Hand: „In this, his painting will perhaps best be seen as an abbreviated history of Aboriginal excellence that ties into a representation of a single figure: the young artist, standing on the shoulders of giants, reaching forwards.“ (deutsch: „In diesem Sinne ist seine Malerei vielleicht am besten als eine verkürzte Geschichte der Exzellenz der Aborigines zu verstehen, die in der Darstellung einer einzigen Figur mündet: dem jungen Künstler, der auf den Schultern von Giganten steht und nach vorne greift.“) Das Gemälde wurde am 26. Februar der Öffentlichkeit vorgestellt.

## Auszeichnungen
- 2020 Order of Australia in Anerkennung seines Beitrags zur visuellen Kunst der Aborigines.[38] Verliehen von der britischen Königin Elisabeth II.
- 2022 Nominiert für den 2022 Australian Book Industry Award mit dem von ihm gestalteten Bilderbuch Albert Namatjira.[39]

## Einzelausstellungen (Auswahl)
- 2013: Vincent Namatjira,[40] Marshall Arts Gallery, Adelaide, Australien
- 2014: Vincent Namatjira – Albert’s Story, Marshall Arts Gallery, Adelaide, Australien
- 2016: Vincent Namatjira – Solo Exhibition,[41] This is no Fantasy Gallery (Diane Tanzer and Nicola Stein), Melbourne, Australien
- 2018: Erste Internationale Einzelausstellung bei der Art Basel Miami,[42] Miami, USA
- 2019: Vincent Namatjira: Coming to America,[43] This is no Fantasy Gallery (Diane Tanzer and Nicola Stein), Melbourne, Australien
- 2020: Vincent Namatjira: The Royal Tour,[44] This is no Fantasy Gallery (Diane Tanzer and Nicola Stein), Melbourne, Australien
- 2023: Vincent Namatjira: Australia in Colour (erste Gesamtübersichtsshow seiner Werke),[45] Art Gallery of South Australia, Adelaide, Australien
- 2023: Desert Songs,[46] Yvuz Gallery, Sydney, Australien
- 2024: Australia in Colour,[47] National Gallery of Australia, Canberra, Australien

## Ausstellungsbeteiligungen (Auswahl)
- 2013: Ausstellung der Finalisten beim Outback Art Award,[48] Broken Hill Regional Art Gallery,  Broken Hill, Australien
- 2013: Ausstellung der Finalisten beim John Fries Memorial Prize 2013,[49] Copyright Agency, Sydney, Australien
- 2014: Ausstellung der Finalisten beim Telstra National Aboriginal & Torres Strait Islander Art Awards (NATSIAA),[50] Museum and Art Gallery of the Northern Territory, Darwin, Australien
- 2014: Ausstellung der Finalisten beim The Alice Prize,[51] The Alice Springs Art Foundation, Alice Springs, Australien
- 2015: Indigenous Australia: Enduring Civilisation,[52] British Museum, London, England
- 2015: Ausstellung der Finalisten beim John Fries Memorial Prize 2015,[53] Copyright Agency, Sydney, Australien
- 2016: TarraWarra Biennial 2016: Endless Circulation ,[54] TarraWarra Museum of Art, Healesville, Australien
- 2017: Ausstellung der Finalisten beim Ramsay Art Prize ,[55] Art Gallery of South Australia, Adelaide, Australien
- 2018: Ausstellung der Finalisten beim Telstra National Aboriginal & Torres Strait Islander Art Awards (NATSIAA),[56] Museum and Art Gallery of the Northern Territory, Darwin, Australien
- 2018: Ausstellung der Finalisten beim The Alice Prize,[57] The Alice Springs Art Foundation, Alice Springs, Australien
- 2018: A Lightness of Spirit is the Measure of Happiness,[58] Australian Centre for Contemporary Art, Melbourne, Australien
- 2019:  Just Not Australian,[59] Artspace Gallery, Sydney, Australien
- 2020: A fresh look on Cook,[60] Flinders University Art Museum, Adelaide, Australien
- 2022: Iwantja Rock n Roll (Vincent Namatjira, Kaylene Whiskey, Tiger Yaltangki),[61] Fort Gansevoort, New York, USA
- 2022: Who are you: Australian Portraiture. Zusammenarbeit der National Portrait Gallery (Canberra) und der National Gallery of Victoria,[62]
- 2023: Australiana: Designing a Nation,[63] Bendigo Art Gallery, Australien
- 2024: King Dingo,[64][65] Ames Yavuz Galerie, Sydney, Australien

## Werke in Sammlungen (Auswahl)
- British Museum,[66] London, England
- Queensland Art Gallery,[67] Brisbane, Australien
- Artbank,[68] Waterloo, Australien